# Kanton Marseille-en-Beauvaisis
Kanton Marseille-en-Beauvaisis (fr. Canton de Marseille-en-Beauvaisis) byl francouzský kanton v departementu Oise v regionu Pikardie. Skládal se z 19 obcí. Zrušen byl po reformě kantonů 2014.

## Obce kantonu
- Achy
- Blicourt
- Bonnières
- Fontaine-Lavaganne
- Gaudechart
- Haute-Épine
- Hétomesnil
- Lihus
- Marseille-en-Beauvaisis
- Milly-sur-Thérain
- La Neuville-sur-Oudeuil
- La Neuville-Vault
- Oudeuil
- Pisseleu
- Prévillers
- Rothois
- Roy-Boissy
- Saint-Omer-en-Chaussée
- Villers-sur-Bonnières